# Цинзерлинг, Всеволод Дмитриевич
Все́волод Дми́триевич Ци́нзерлинг (родился 20 сентября 1891 года, Санкт-Петербург, Российская империя — умер 16 февраля 1960 года, Ленинград, РСФСР, СССР) — советский учёный-патоморфолог, член-корреспондент АМН СССР (1946).

## Биография
Родился 20 сентября 1891 года в Санкт-Петербурге, в семье учителя математики.
В 1909 году поступил в Военно-медицинскую академию, в 1913 году был исключен оттуда за участие в студенческих волнениях. Работал в различных петроградских больницах. В 1917—1919 служил врачом в действующей армии. В 1917 году окончил медицинский факультет Юрьевского университета. Работал в ЛМИ и Институте экспериментальной медицины. В 1920—1930 ассистент кафедры патологической анатомии в Петроградском медицинском институте (1-й ЛМИ), с 1921 по 1937 год заведующий лабораторией отделения патологической анатомии Института экспериментальной медицины. С 1943 года руководитель кафедры патологической анатомии 1-го ЛМИ.
Главный патологоанатом Ленинградского фронта в годы Великой Отечественной войны.
Умер 16 февраля 1960 года в Ленинграде, похоронен на Серафимовском кладбище.
Его сын Александр тоже стал учёным-медиком.

## Научная деятельность
Автор около 60 научных работ по исследованию алиментарной дистрофии, атеросклероза, пневмонии. Изучил начальные стадии развития атеросклероза, установил закономерность локализации атеросклеротических поражений артерий и показал волнообразность течения атеросклероза. Изучая облитерирующие заболевания артерий нижних конечностей о установил значение нервно—сосудистых расстройств в развитии атеросклероза. Особое значение уделял изучению патологической анатомии скарлатины, дизентерии при алиментарном истощении, фузоспирохетозных инфекций и острых пневмоний. Он установил особенности морфологического проявления пневмонии в зависимости от этимологии, были созданы новые представления о стадии крупозной пневмонии.

## Награды
- Орден Отечественной войны I степени,
- Орден Красной Звезды.